# 朝日神社 (東京都港区)

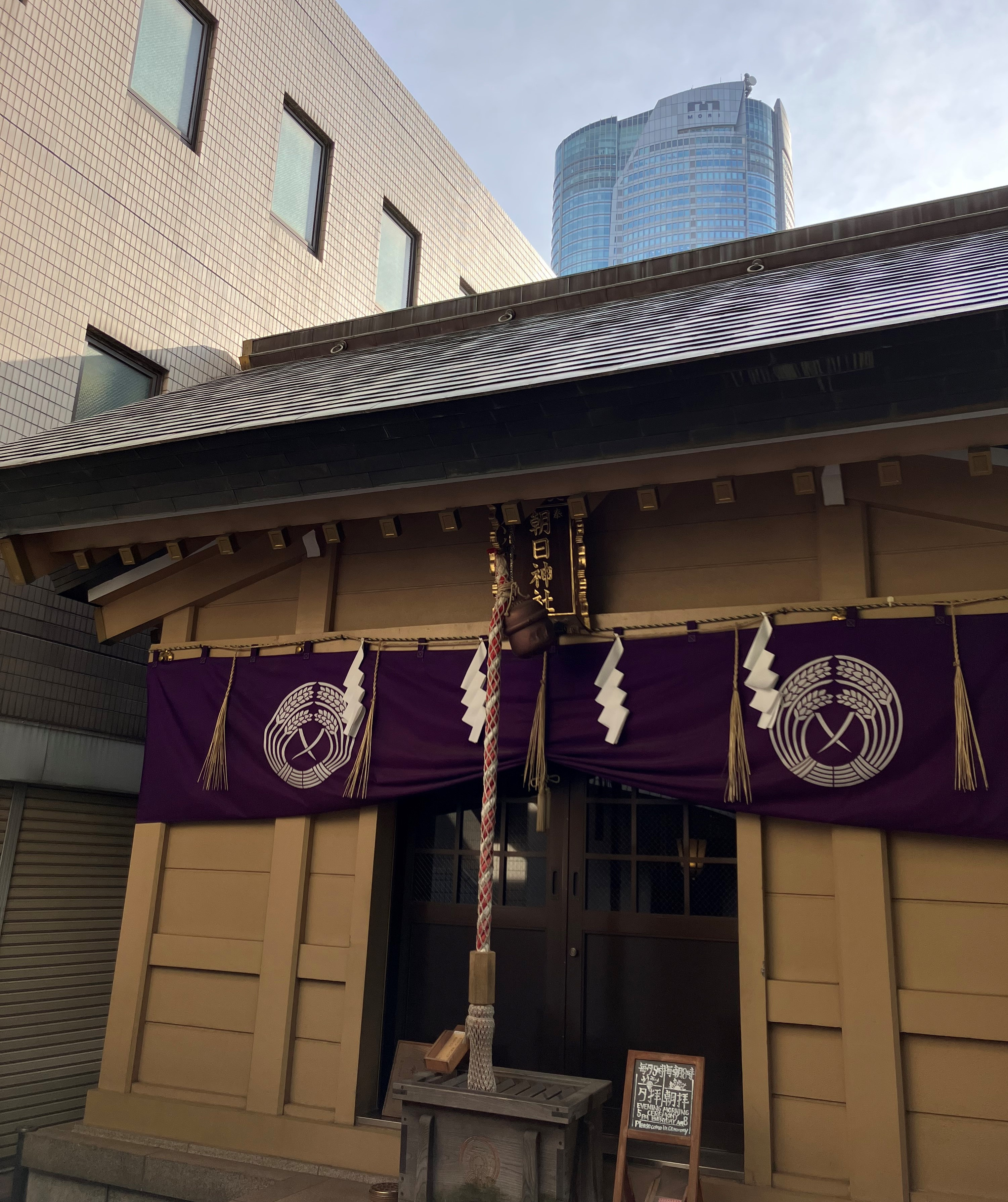
社殿

朝日神社（あさひじんじゃ）は、東京都港区六本木にある神社。地名を冠して六本木朝日神社（ろっぽんぎあさひじんじゃ）とも。

## 概要
旧記（麻布台懐古碑）によると、天慶年間（940年頃）の創建で、市杵島姫大神を祭り、当地の鎮守の社として広く庶民に崇敬された。
その後、筒井順慶の姪で、後に織田信長の侍女となる朝日姫（三光院清心尼）が、長者ヶ丸（現・南青山3丁目）を過ぎる途中、草むらに光輝く稲荷の神像を見つけ、そのままでは畏れ多いと倉稲魂大神を合祀して日ヶ窪稲荷と呼ばれる。
1895年（明治28年）に朝日神社と改称する。

## 祭神
- 倉稲魂大神
- 市杵島姫大神
- 大国主大神
- 大山祇大神
- 菅原大神